# North American Touring Car Championship
Die North American Touring Car Championship, kurz NATCC, war eine Co-Produktion des SCCA (Sports Car Club of America) und den Besitzern der IndyCar Series. In dieser Serie traten in den Jahren 1996 und 1997 die Wagen von Dodge Stratus, Toyota Carina (1997: Toyota Camry), BMW 318i (1997: BMW 320i), Honda Accord, Ford Mondeo, Pontiac Sunfire (alle 1996 und 1997), Vauxhall Cavalier, Mercedes 190 (beide nur 1996) und Mazda Xedos 6 (1997) nach dem Supertourenwagen-Reglement der FIA an.
Pro Rennwochenende wurden zwei Wertungsläufe gefahren. In der Saison 1996 fuhr man im Lime Rock Park, Detroit, Portland, Toronto, Trois Rivieres, Mid Ohio, Vancouver und auf dem Laguna Seca Raceway.
In der Saison 1997 fuhr die NATCC in Long Beach, Savannah, Detroit, Portland, Cleveland, Toronto, Mid Ohio, Vancouver und auf dem Laguna Seca Raceway.
In den beiden Jahren fuhr man öfters im Rahmenprogramm der Indy Car Series und erhöhte damit das Zuschauerinteresse. Außerdem erwogen Hersteller wie Audi einen Einstieg in die NATCC. Nach dem Ende der 1997er Saison brachte der Ausstieg des einzigen Werksteams, Chrysler (Dodge), die Serie zu Fall.
| Saison | Meister                       | Platz 2                         | Platz 3                       |
| ------ | ----------------------------- | ------------------------------- | ----------------------------- |
| 1996   | Randy Pobst (Honda Accord)    | Dominic Dobson (Dodge Stratus)  | David Donohue (Dodge Stratus) |
| 1997   | David Donohue (Dodge Stratus) | Peter Cunningham (Honda Accord) | Neil Crompton (Honda Accord)  |